# Радомир Ј. Поповић
Радомир Ј. Поповић, рођен 1969. године у Богатићу, српски је историчар, чији се рад фокусира на политичку, културну и друштвену историју Србије и српског народа у 19. веку.

## Биографија
Завршио је основну школу у Бадовинцима, средњу школу у Богатићу и Београду, а дипломирао је на Филозофском факултету Универзитета у Београду 1995. године. Своју магистарску тезу Тома Вучић Перишић одбранио је 2003. године, а докторску дисертацију Аврам Петронијевић 2009. године.
После завршетка студија радио је у основној школи у Батајници (1995/96), Филозофском факултету у Београду (1996) и Архиву САНУ (1997–2001). Од новембра 2001. године запослен је у Историјском институту у Београду, где је активан као научни саветник и учешће у уредничким активностима.
Заједно са Александром Вулетић и Предрагом Илићем, добирник је награде Задужбине Ђурђа Јеленића за коауторску монографију „Престони Крагујевац“.